# IC 2307
IC 2307 ist eine Spiralgalaxie vom Hubble-Typ S im Sternbild Krebs auf der Ekliptik. Sie ist schätzungsweise 574 Millionen Lichtjahre von der Milchstraße entfernt und hat einen Durchmesser von etwa 100.000 Lj.

Im selben Himmelsareal befinden sich u. a. die Galaxien NGC 2572 und IC 2308.
Das Objekt wurde am 13. Februar 1901 von Max Wolf entdeckt.